# Петти-Фицморис, Джон, 1-й граф Шелберн
Джон Петти Фицморис, 1-й граф Шелберн (англ. John Petty Fitzmaurice, 1st Earl of Shelburne; 1706 — 14 мая 1761) — англо-ирландский пэр и политик. Он был известен как Джон Фицморис с 1706 по 1751 год и как виконт Фицморис с 1751 по 1753 год. Он был отцом Уильяма Петти Фицмориса, премьер-министра Великобритании (1782—1783).

## История и образование
Урождённый Джон Фицморис, родился в 1706 году. Второй сын Томаса Фицмориса, 1-го графа Керри (1668—1741), и Энн Петти (1671—1737), дочери сэра Уильяма Петти (1623—1687). Он был младшим братом Уильяма Фицмориса, 2-го графа Керри (1694—1747), племянником Чарльза Петти, 1-го барона Шелберна (ок. 1673—1696), и Генри Петти, 1-го графа Шелберна (1675—1751). Он получил образование в Вестминстерской школе и был призван в коллегию адвокатов в Миддл-Темпл, в 1727 году.
Когда Уильям Петти умер 16 декабря 1687 года, его вдова, леди Элизабет Петти, «стала баронессой Шелберн в Пэрстве Ирландии, а его старший сын Чарльз Петти, барон Шелберн (1673—1696), получи титул барона 31 декабря 1687 года. Баронство Шелберн вымерли после смерти бездетного Чарльза Петти, лорда Шелберна, в 1696 году. Титул барона Шелберна был возрожден для его младшего брата Генри Петти 26 октября 1699 года, который был в дальнейшем получил титулы виконта Данкерона и графа Шелберна в Пэрстве Ирландии 29 апреля 1719 года. Эти титулы исчезли после его смерти без мужского потомства 17 апреля 1751 года, когда его поместья и имущество перешли по его завещанию Джону Фицморису, пятому и второму оставшемуся в живых сыну Энн Петти, дочери сэра Уильяма Петти, от её брака с Томасом Фицморисом, графом Керри, при условии, что он будет использовать имя и носить герб Петти. Джон Фицморис был в том же году возведен в звание пэра Ирландии под титулами барона Данкерона и виконта Фицмориса (7 октября 1751). 6 июня 1753 года ему был присвоен титул 1-го графа Шелберна в Пэрстве Ирландии, а 20 мая 1760 года он был возведен в Пэрство Великобритании с титулом 1-го барона Уикома».

## Политическая карьера
Джон Фицморис был главным шерифом графства Керри в 1732 году. В 1743 году он был избран в Ирландскую палату общин в качестве одного из двух представителей графства Керри, место, которое он занимал до 1751 года.
В прошлом году он унаследовал поместья своего дяди графа Шелберна (который умер бездетным) и принял по Акту парламента фамилию «Петти» вместо «Фицморис». Позже в том же году он был возведен в пэры Ирландии как барон Данкерон и виконт Фицморис. Два года спустя графство Шелберн было восстановлено в его пользу, когда он стал графом Шелберном в графстве Уэксфорд, в Пэрстве Ирландии. Он купил Бовуд-парк в Стадли, графство Уилтшир, и перестроил там особняк.
Он был губернатором графства Керри в 1754 году и в том же году он был избран в Палату общин Великобритании от Уикома, этот место он занимал до 1760 года. Он был приведен к присяге в Ирландском Тайном совете в 1754 году, а в 1760 году для него был создан титул лорда Уикома, барона Чиппинг-Уикома, в графстве Бакингемшир в Пэрстве Великобритании, что давало ему право на место в британской Палате лордов.

## Семья
16 февраля 1734 года лорд Шелберн женился на своей двоюродной сестре Мэри Фицморис (? — 9 декабря 1780), дочери подполковника, достопочтенного Уильяма Фицмориса (1670—1710), и Деборы Брукс. Их младший сын достопочтенный Томас Фицморис (1742—1793) в 1777 году женился на Мэри О’Брайен (1755—1831), впоследствии де-юре графине Оркнейской. Лорд Шелберн скончался в мае 1761 года и был похоронен в Бовуде, графство Уилтшир. Ему наследовал титул графа его старший сын Уильям Петти, 2-й граф Шелберн (1737—1805), который стал премьер-министром Великобритании и получил титул 1-го маркиза Лансдауна в 1784 году. Графиня Шелберн умерла в 1780 году.